# Kranochóri
Kranochóri (Kranochori) är en ort i Grekland.   Den ligger i prefekturen Nomós Kastoriás och regionen Västra Makedonien, i den norra delen av landet, 400 km nordväst om huvudstaden Aten. Kranochóri ligger 779 meter över havet och antalet invånare är 245.
Terrängen runt Kranochóri är kuperad åt sydväst, men åt nordost är den platt. Runt Kranochóri är det ganska tätbefolkat, med 60 invånare per kvadratkilometer. Närmaste större samhälle är Kastoria, 15,6 km nordost om Kranochóri. Trakten runt Kranochóri består till största delen av jordbruksmark.